# Hans Mersmann
Hans Mersmann (* 6. August 1891 in Potsdam; † 24. Juni 1971 in Köln) war ein deutscher Musikwissenschaftler.

## Leben
Mersmann studierte in München und Berlin. Im Jahr 1916 promovierte er mit der Dissertation Chr. L. Boxberg und seine Oper Sardanapalus. Ein Jahr später erhielt er von der preußischen Volksliederkommission den Auftrag zum Aufbau eines Volksliedarchivs. Von 1924 bis 1933 versah er die Schriftleitung der renommierten Zeitschrift Melos. 1926 wurde er außerordentlicher Professor an der Technischen Hochschule in Berlin. Nach der Machtergreifung der Nationalsozialisten musste er 1933 die Hochschule verlassen, weil er sich immer wieder für die Neue Musik eingesetzt hatte. Anschließend schlug er sich als privater Musiklehrer durch. Noch 1935 wurde er von der Nationalsozialistischen Kulturgemeinde als „Musik-Bolschewist“ diffamiert.
In der Zeit von 1947 bis 1957 war er Leiter der Hochschule für Musik Köln, von 1953 stand er darüber hinaus der deutschen Sektion des Internationalen Musikrats der UNESCO vor.
Seine Tochter Wiltrud (1919–2022) wurde Kunsthistorikerin.

## Veröffentlichungen (Auswahl)
- Kulturgeschichte der Musik in Einzeldarstellungen. Bard, Berlin 1922–1925.
  - Beethoven. Die Synthese der Stile. 1922.
  - Das deutsche Volkslied. 1922.
  - Musik der Gegenwart. 1924.
  - Mozart. 1926.
- Angewandte Musikästhetik. Hesse, Berlin 1926, (Digitalisat).
- Die Tonsprache der neuen Musik. Melos, Mainz 1928.
- Die Kammermusik (Führer durch den Konzertsaal, begonnen von Hermann Kretzschmar), 4 Bände. Leipzig 1930, auch 1933.
- Eine deutsche Musikgeschichte. Sanssouci, Potsdam u. a. 1934, (Weitere Auflagen als: Musikgeschichte in der abendländischen Kultur. 2. Auflage. Menck, Frankfurt (Main) 1955; 2. Auflage. Menck, Hamburg 1967).
- Musikhören. Sanssouci, Potsdam u. a. 1938, (2. Auflage. Menck, Frankfurt (Main) 1952; Menck, Wakendorf 1964).
- Deutsche Musik des XX. Jahrhunderts im Spiegel des Weltgeschehens (= Kontrapunkte. 1, ZDB-ID 401390-6). Tonger, Rodenkirchen (Rhein) 1958.
  - Teilausgabe: Die Kirchenmusik im XX. Jahrhundert (= Nürnberger Liebhaberausgaben. ZDB-ID 2467687-1). Glock & Lutz, Nürnberg 1958.